# Röe sjö
Röe sjö är en sjö utanför Mala i Hässleholms kommun i Skåne och ingår i Helge ås huvudavrinningsområde.